# Der Brauer von Habrovan
Der Brauer von Habrovan ist eine Rahmenerzählung von Ferdinand von Saar aus dem Jahr 1900.

## Inhalt
Ein Totschlag aus Eifersucht in der Nachbarschaft gibt dem Rahmenerzähler und seinem Freund Doktor Hulesch Anstoß, über die Eifersucht zu räsonieren. Der Doktor erzählt nun aus seinen jüngeren Jahren.

### Binnenerzählung 1
Der junge Landarzt Hulesch hat seine Praxis nahe der Stadt Olmütz. Eines Abends wird er zu einem Brauer außerhalb des Ortes gerufen. Nach einer anstrengenden Schlittenfahrt erreicht er das Anwesen. Es stellt sich heraus, dass das Kleinkind des Brauers, einer kolossalen Gestalt mit kindlichen Augen, schwer krank ist. Unter vier Augen erklärt der Brauer dem Arzt geständnishaft, dass er ihn erst so spät geholt habe, weil er eigentlich den Tod des Kindes wünsche, da er glaube, dass es nicht von ihm sei. Er verdächtigt einen jungen Aufseher der Finanzwache, der einmal im Hause war, als der Brauer für 24 Stunden weg musste. Krankhaft eifersüchtig wie er scheint, glaubt er nun an die Untreue seiner Frau, obwohl er seinem älteren Knecht, der einem Ziegenbock ähnlich sieht, aufgetragen hat, seine Frau nicht aus den Augen zu lassen. Der Arzt versucht ihn zu beruhigen. Als er aber am nächsten Tag wiederkommt, findet er den Brauer erhängt im Malzboden. Jahre später hört der Arzt in einem Wiener Gasthaus zufällig ein Gespräch des besagten Finanzaufsehers, aus dem die Geschichte jener Nacht hervorgeht. Wiederum Jahre später trifft Hulesch auf einem Markt eine Frau, die dem Brauer sehr ähnlich sieht. Es stellt sich heraus, dass sie tatsächlich seine Tochter ist.

### Binnenerzählung 2
Als junger Finanzaufseher muss der Gasthauserzähler die Brauerei in Habrovan kontrollieren. Die junge Frau des Brauers hat es ihm angetan, doch es gelingt ihm nicht, sich mit ihr bekanntzumachen, da die Eifersucht des Brauers jeden Kontakt unmöglich macht. Da muss der Brauer plötzlich für 24 Stunden verreisen. In der Nacht klettert der Aufseher auf einen Baum vor dem Zimmer der jungen Frau und will zu ihr einsteigen. Doch er muss miterleben, wie der alte Knecht schneller ist und von der halbausgezogenen Frau empfangen wird. 